# Cyrtolabulus arcuatus
Cyrtolabulus arcuatus är en stekelart som först beskrevs av Giordani Soika 1944.  Cyrtolabulus arcuatus ingår i släktet Cyrtolabulus och familjen Eumenidae. Inga underarter finns listade i Catalogue of Life.